# Minha Breve História

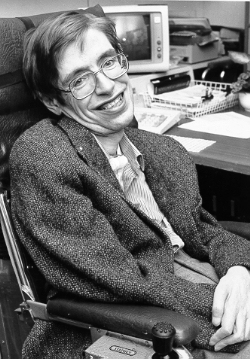
Stephen Hawking em NASA's StarChild Learning Center, c. 1980s

Minha Breve História (em inglês, My Brief History) é um livro de memórias publicado em 2013 pelo físico inglês Stephen Hawking, um dos mais relevantes cientistas do século XX. O livro relata a jornada de Hawking desde sua infância em Londres no pós-guerra até seus anos de aclamação internacional e celebridade.

## Recepção
“Minha Breve História ” (um trocadilho com o título de seu best-seller, “Uma Breve História do Tempo”) é um volume arejado, de leitura rápida, repleto de anedotas e fotos, salpicado com doses de ciência exata e bom humor..
O livro foi muito bem recebido pela crítica especializada, recebendo menções do Daily Mail, Financial Times, The Times, The Guardian, dentre outros periódicos. Um crítico teve a impressão, contudo, que Hawking fica ¨mais confortável olhando para o universo do que para si mesmo¨. 